# Tibouchina elegantula
Tibouchina elegantula är en tvåhjärtbladig växtart som beskrevs av Todzia och Frank Almeda. Tibouchina elegantula ingår i släktet Tibouchina och familjen Melastomataceae. Inga underarter finns listade i Catalogue of Life.